# 临溪乡
临溪乡，是中华人民共和国四川省广元市朝天区下辖的一个乡镇级行政单位。

## 行政区划
临溪乡下辖以下地区：
淖池村、望坪村、党家村、清水村、桃树村、四新村和柳垭村。